# 八王子ゾンビーズ
『八王子ゾンビーズ』（はちおうじぞんびーず）は、2018年に公演された日本の舞台劇である。2020年にはTOKYO MXで連続ドラマ化、鈴木おさむ監督作品として映画化され日本全国で上映された。

## 舞台劇
鈴木おさむが創作した作品であり、山下健二郎が主演を務めた。2018年8月5日から19日にLDH／ネルケプランニングの主催で、TBS赤坂ACTシアターで公演され、動員客数は23,000人であった。主題歌は舞台以後も担当しているm-floによるもので、メンバーの☆Taku Takahashiは劇中歌も担当した。
ダンサーになれず、八王子の山奥の寺院で生活するタカシが、満月の夜にゾンビと交流していく。

## ドラマ化
2020年1月11日より2月29日までTOKYO MXでドラマ版の放送が行われた。全8話。監督・脚本は、原案を兼ねる鈴木おさむの他、渡辺啓、上條大輔。主題歌は引き続き担当のm-floによる「MARS DRIVE」。

## 映画化
2019年1月23日に映画化が発表された。監督は鈴木おさむ、主演は山下健二郎であり、舞台劇のときと同じである。主題歌もドラマ版と同じである。
2020年6月5日公開予定であったが、新型コロナウイルス感染症の流行により公開日が延期となり、7月17日から日本全国で上映となった。

## 登場人物
括弧書きがない者は全ての媒体で共通するキャスト。
羽吹 隆（はぶき たかし）
演 - 山下健二郎（三代目J Soul Brothers）
仁（じん）
演 - 久保田悠来
楓（かえで）
演 - 小澤雄太（劇団EXILE）
琉斗（りゅうと）
演 - 藤田玲
快斗（かいと）
演 - 丘山晴己
翼（つばさ）
演 - 高野洸
瀧（たき）
演 - 牧島輝
三太（さんた）
演 - 井澤巧麻（舞台劇） / 三浦海里（ドラマ・映画）
四太（よんた）
演 - 前田隆太朗（舞台劇） /  才川コージ（ドラマ・映画）
下田（しもだ）
演 - 加藤啓（舞台劇）
一刃（いちは）
演 - 早乙女友貴（舞台劇・映画）
海（まりん）
演 - 隅田美保（アジアン）（舞台劇）
太山（ふとやま）
演 - 酒井敏也（舞台劇）
大池花世（おおいけ はなよ）八王子市長
演 - RIKACO（舞台劇・映画）
孔明（こうめい）
演 - 駿河太郎（舞台劇・映画）
宝田（たからだ）
演 - 勝矢（ドラマ・映画（ドラマ版には他の役（雑誌編集長）としても出演））
水刃（みずは）
演 - 坂東希（映画（ドラマ版には違う役（雑誌編集者）で出演））
高木（たかぎ）マネージャー
演 - 今田耕司（映画で友情出演）